# Rhenea rufescens
Rhenea rufescens är en fjärilsart som beskrevs av Sergius G. Kiriakoff 1954. Rhenea rufescens ingår i släktet Rhenea och familjen tandspinnare. Inga underarter finns listade.